# Taeniodera
Taeniodera är ett släkte av skalbaggar. Taeniodera ingår i familjen Cetoniidae.

## Dottertaxa tillTaeniodera, i alfabetisk ordning[1]
- Taeniodera abdominalis
- Taeniodera anceps
- Taeniodera angustata
- Taeniodera anthracina
- Taeniodera aurantiaca
- Taeniodera bandahara
- Taeniodera batillifera
- Taeniodera beaudouini
- Taeniodera bisignata
- Taeniodera boettcheri
- Taeniodera borneensis
- Taeniodera bourgoini
- Taeniodera brahmana
- Taeniodera bufo
- Taeniodera bujanga
- Taeniodera celebensis
- Taeniodera cervina
- Taeniodera chewi
- Taeniodera coomani
- Taeniodera coorgica
- Taeniodera cordata
- Taeniodera corticalis
- Taeniodera crucicollis
- Taeniodera cupreicollis
- Taeniodera cuprithorax
- Taeniodera dessumi
- Taeniodera ditissima
- Taeniodera ebenina
- Taeniodera egregia
- Taeniodera fenestrata
- Taeniodera flavofasciata
- Taeniodera flavomaculata
- Taeniodera flavosparsa
- Taeniodera garnieri
- Taeniodera gratiosa
- Taeniodera gregori
- Taeniodera haematica
- Taeniodera halyi
- Taeniodera huaphana
- Taeniodera idolica
- Taeniodera indica
- Taeniodera inermis
- Taeniodera jirouxi
- Taeniodera jucunda
- Taeniodera kinabaluana
- Taeniodera laotica
- Taeniodera luteovaria
- Taeniodera malabariensis
- Taeniodera marmorata
- Taeniodera miksiciana
- Taeniodera minangae
- Taeniodera monacha
- Taeniodera niasana
- Taeniodera nigricollis
- Taeniodera nigrithorax
- Taeniodera nigroochracea
- Taeniodera oberthueri
- Taeniodera ochraceipes
- Taeniodera pentapunctata
- Taeniodera picta
- Taeniodera quadrivittata
- Taeniodera rafflesiana
- Taeniodera rutilans
- Taeniodera sakaii
- Taeniodera salvazai
- Taeniodera sannio
- Taeniodera sericea
- Taeniodera siamensis
- Taeniodera sikerei
- Taeniodera steinkei
- Taeniodera tricolor
- Taeniodera trusmadiana
- Taeniodera waterhousei
- Taeniodera viridula
- Taeniodera zebraea